# Кучеренко Микола Пантелеймонович
Миќола Пантелейм́онович Кучер́енко (нар. 16 лютого (1 березня) 1907 — пом. 30 березня 1945) — військовий, Герой Радянського Союзу (1945, посмертно).

## Життєвий шлях
Кучеренко Микола Пантелеймонович народився в селі Білухівка, нині Карлівського району Полтавської області. Закінчив неповну середню школу.
У жовтні 1929 року був призваний на строкову службу в РККА. Зарахований в 225-й стрілецький полк 75-ї стрілецької дивізії Українського військового округу (м. Лубни), закінчив полкову школу в 1930 році і до вересня 1931 року служив в цьому полку командиром відділення. Потім був направлений на навчання. Закінчив Одеську піхотну школу в 1932 році. З серпня по грудень 1932 командував взводом в цій же школі. З грудня 1932 по грудень 1937 року служив в 285-му стрілецькому полку 95-ї стрілецької дивізії Українського військового округу (м. Балта): командир навчального взводу, командир навчальної роти, командир стрілецького батальйону. Закінчив Вищі стрілецько-тактичні курси удосконалення офіцерського складу піхоти «Постріл» в 1938 році. З жовтня 1938 року — командир 110-го окремого кулеметного батальйону 95-ї стрілецької дивізії (батальйон займав Рибницький укріплений район. З травня 1940 року — начальник штабу і командир 591-го стрілецького полку 176-ї стрілецької дивізії Одеського військового округу (м. Бєльці). З жовтня 1940 року виконуючим посаду заступника командира 47-го мотострілецького полку. На початку червня 1941 призначений командиром 1-го стрілецько-кулеметного полку 2-ї стрілецько-кулеметної бригади Рибницького укріпленого району.
З червня 1941 року майор Кучеренко брав участь в Німецько-радянскій війні. В ході Прикордонної битви в Молдові тримав з полком оборону в Рибницькому УРі. В ході Тираспольсько-Мелітопольської оборонної операції при відході з Молдови потрапив в оточення під Миколаєвом в середині серпня, і зумів перейти через лінію фронту під Красноградом тільки 18 вересня, вивівши групу з 18-ти озброєних червоноармійців. Оскільки сам Кучеренко знищив в оточенні партійний квиток, то до кінця вересня йому довелося проходити перевірку при Особливому відділі Південно-Західного фронту. В кінці вересня призначений командиром 989-го стрілецького полку 226-ї стрілецької дивізії, з якою вступив в бій 18 жовтня в складі 21-ї армії. У складі дивізії брав участь в локальних наступальних і оборонних операціях на харківському, бєлгородському і Валуйськ-Россошанський напрямках. Був поранений, повернувся в лад, нагороджений своєю першою нагородою — орденом Червоного Прапора. У лютому 1942 року був поранений вдруге. Лікувався в госпіталі до квітня, потім направлений на навчання.
У жовтні 1942 року закінчив прискорений курс Військової академії РСЧА імені Фрунзе, яка в той час діяла в евакуації в Ташкенті. З листопада 1942 року — заступник командира 4-го стрілецького полку 98-ї стрілецької дивізії. Полк і дивізія завершували формування в Тамбові, звідки на початку грудня були спрямовані на Сталінградський фронт і в складі 2-ї гвардійської армії брали участь в Котельниковський і Ростовської наступальних операціях. За відмінності в Сталінградській битві і в цих операціях дивізія в квітні 1943 року отримала гвардійське звання і стала іменуватися 86-ї гвардійської стрілецької дивізії, а підполковник Кучеренко тоді ж призначений заступником командира цієї дивізії. На цій посаді брав участь у Міуському і Донбаської наступальних операціях Південного фронту.
Учасник Другої світової війни.
2 жовтня 1943 року призначений командиром 302-ї стрілецької дивізії, брав участь на чолі її в Мелітопольській наступальній операції. Після перебування в резерві Ставки ВГК (кінець жовтня 1943 — початок лютого 1944) дивізію передали на 1-й Український фронт. У складі цілого ряду армій фронту вона брала участь в Корсунь-Шевченківської та Проскуровско-Чернівецької наступальних операціях (в цій операції вона особливо відзначилася під час штурму міста-фортеці Тернополя і отримала почесне найменування «Тарнопольська»), в Львівсько-Сандомирської операції (нагородою дивізії став орден червоного Прапора) і в наполегливих боях на Сандомирському плацдармі.
Командир 302-ї стрілецької дивізії 28-го стрілецького корпусу 60-ї армії 1-го Українського фронту полковник Микола Кучеренко відзначився під час Вісло-Одерської стратегічної наступальної операції в січні 1945 року. Дивізія Кучеренко з боєм форсувала річку Ніда і захопила плацдарм на її західному березі. Відбиваючи безперервні німецькі контратаки, вона прорвала оборонні рубежі південніше і східніше Кракова, своїми діями сприяла успіху інших з'єднань. У ніч на 19 січня 1945 дивізія спільно з танкістами 4-ї танкової армії звільнила Краків. У цій операції дивізія полковника Кучеренко взяла в полон понад 200 солдатів і офіцерів противника, знищила або вивела з ладу ще 2 498 солдатів, захопивши і знищивши 5 танків, 65 гармат і багато іншого озброєння. За ці подвиги 12 лютого він був представлений до нагороди.
Указом Президії Верховної Ради СРСР від 6 квітня 1945 року за «зразкове виконання бойових завдань командування на фронті боротьби з німецькими загарбниками і проявлені при цьому відвагу і геройство» полковнику Миколі Пантелеймоновичу Кучеренко присвоєно звання Героя Радянського Союзу.
Але до моменту підписання Указу полковника Кучеренка вже не було в живих. Взявши участь в Нижньо-Сілезькій і Верхньо-Сілезькій наступальних операціях, він в ході останньої 30 березня 1945 року був убитий разом з сином лейтенантом Миколою Миколайовичем Кучеренком під Бреслау розривом снаряда. Похований в Меморіальному комплексі Солдатської Слави в Полтаві.

## Нагороди та звання
- Герой Радянського Союзу (6 квітня 1945);
- орден Леніна (6.04.1945);
- три ордени Червоного Прапора (20.04.1942, 01.05.1942, 18.05.1944);
- орден Суворова II ступеня (23.09.1944);
- орден Вітчизняної війни I ступеня (12.06.1943);
- орден Червоної Зірки (3.11.1944).

## Пам'ять
На честь Кучеренка названі вулиця в Полтаві і в рідному селі Білухівка. За радянських часів його ім'ям була названа вулиця в Тернополі.